# Geografia Hondurasu

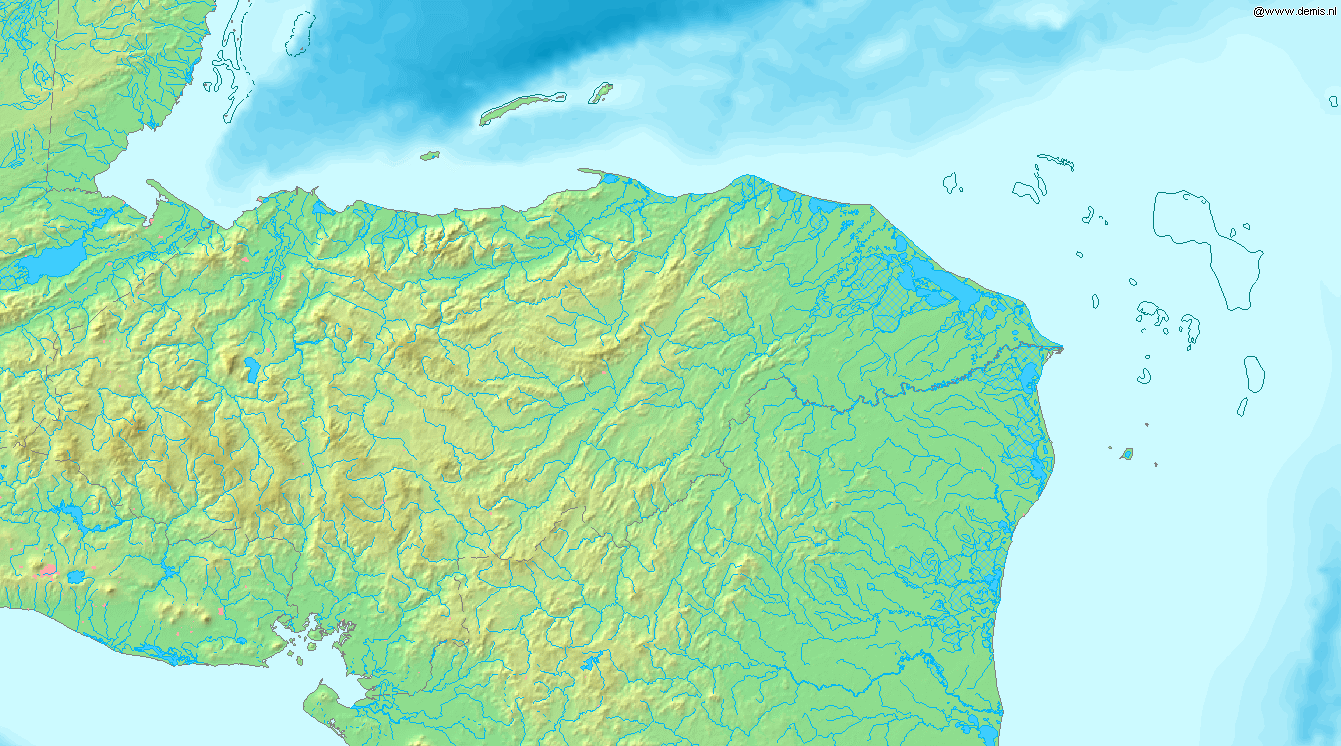
Mapa fizyczna Hondurasu

Honduras jest jednym z kilku państw leżących w kontynentalnym pasie Ameryki Środkowej i drugim co wielkości w tym regionie. Kraj od północy oblewają wody Morza Karaibskiego, a od południa wody Oceanu Spokojnego. Honduras jest najbardziej górzystym krajem Ameryki Północnej, który cechuje się klimatami okołorównikowymi i dobrze zachowaną roślinnością. Wybrzeża dzisiejszego Hondurasu zostały odkryte przez Ameriga Vespucciego w 1498 roku.

## Powierzchnia, skrajne punkty i granice
Powierzchnia – 112 088 km² – w przybliżeniu odpowiada to 1/3 powierzchni Polski.
Skrajne punkty:
- północny 16°32'N,
- południowy 12°59'N,
- zachodni 89°21'W,
- wschodni 83°07'W.

Rozciągłość południkowa wynosi 380 km, a równoleżnikowa 670 km. Przeciętna szerokość kontynentalnej części Hondurasu wynosi około 220-240 km.
Honduras graniczy z następującymi państwami:

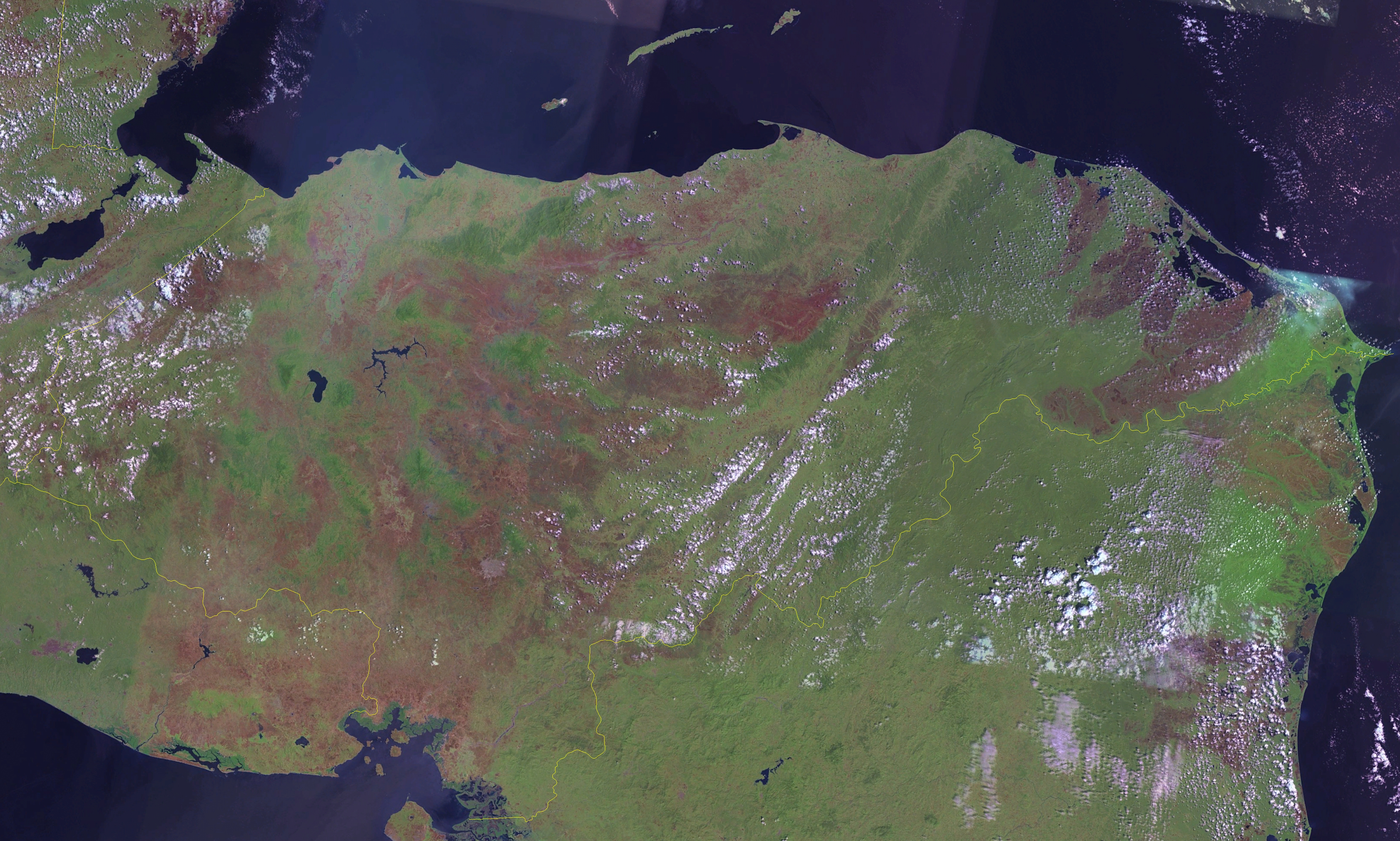
Mapa satelitarna Hondurasu

- Gwatemala – 256 km
- Nikaragua – 922 km
- Salwador – 342 km

Linia brzegowa wynosi 820 km

## Ukształtowanie poziome
Honduras cechuje dobrze rozwinięta linia brzegowa. Wybrzeże pacyficzne należące do Hondurasu to wdzierająca się w głąb lądu zatoka Fonseca, z licznymi półwyspami, zatoczkami i przylądkami. Północne wybrzeże kraju także jest urozmaicone, występują tam liczne mierzeje i małe zatoki. We wschodniej części północnego wybrzeża – Wybrzeże Moskitów leży zatoka zwana Laguna Caratasca, która prawie zamknięta jest mierzeją. W głębi tej mierzei znajduje się kilka niewielkich wysp. Do Hondurasu należy też,  leżąca około 70 km od brzegu, grupa Wysp Bahia. Wybrzeże jest niskie, na północy w większości namorzynowe, z odcinkami plaż.

## Budowa geologiczna

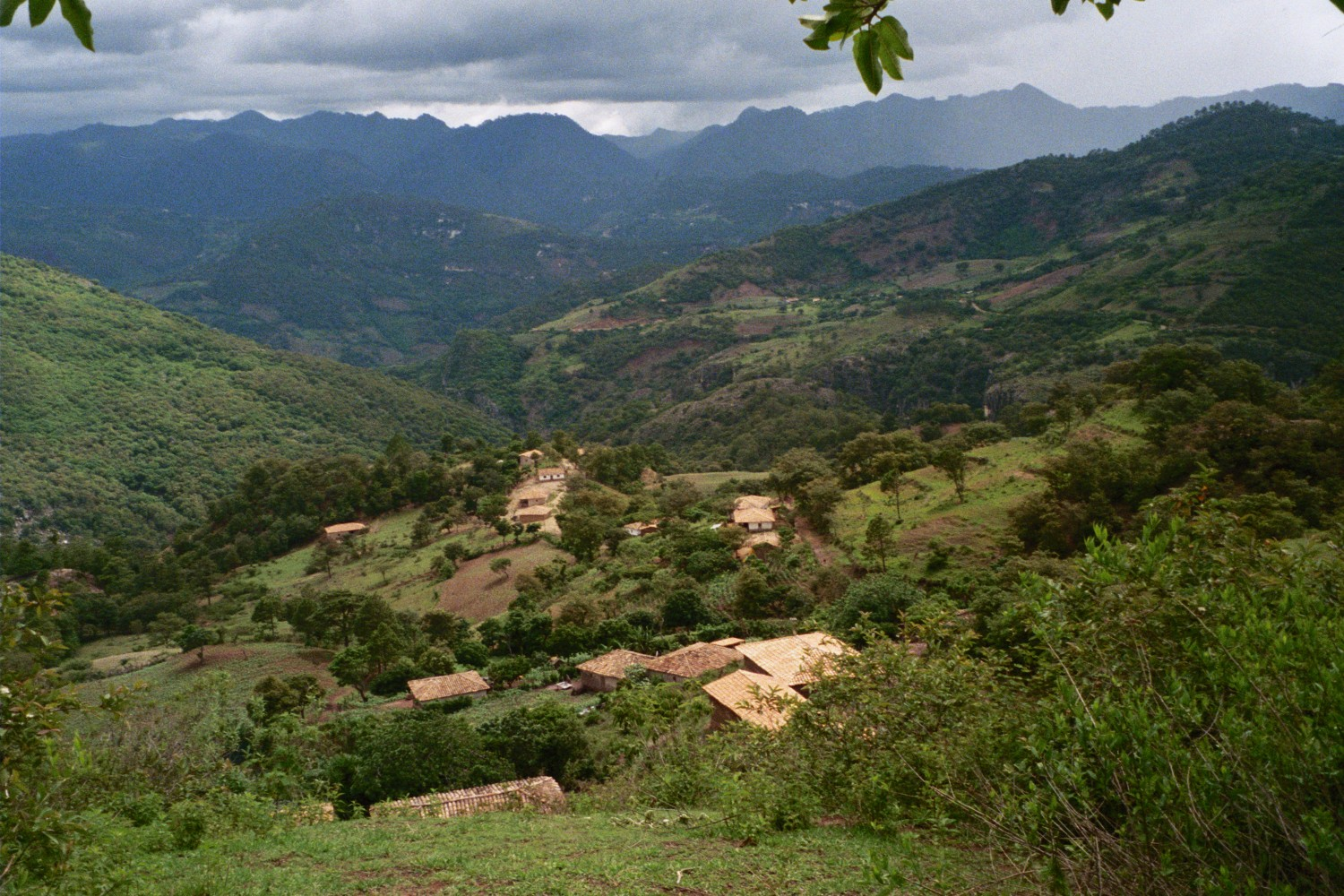
Krajobraz południowego Hondurasu

Największą część kraju stanowi system gór należących do Kordylierów. Północna część kraju zbudowana jest z łańcuchów górskich, które ukształtowały się w czasie orogenezy alpejskiej. Obszar ten zbudowany jest z wielu różnych skał, pochodzących z różnego wieku. Występują tam paleozoiczne skały magmowe i metamorficzne, mezozoiczne skały osadowe, a poza nimi obszar gór tworzą pochodzące z trzeciorzędu wulkanity. Przebieg struktur jest równoleżnikowy. Południowa część kraju to obszar górski, gdzie występują pochodzące z trzeciorzędu skały wulkaniczne. Honduras o konkretnie jego południowa część jest aktywna wulkanicznie. W południowym pasie gór znajdują się czynne wulkany. Północne i południowe obszary nadbrzeżne to regiony gdzie podłoże budują czwartorzędowe wapienie organodetrytyczne i rafowe. Wyspy należące do Hondurasu należą do struktur fałdowych północnej części kraju. Obszar Hondurasu jest aktywny sejsmicznie. W kraju występują złoża żelaza, cyny i miedzi.

## Rzeźba
Honduras jest krajem górzystym, gdzie tereny górskie leżące powyżej 900 m n.p.m. stanowią połowę powierzchni kraju, a około 2/3 to obszary leżące wyżej niż 300 m n.p.m. Główną część kraju stanowią Kordyliery Ameryki Środkowej, gdzie obszary górskie pocięte są dolinami rzek i zamkniętymi kotlinami pochodzenia tektonicznego. Kordyliery Hondurasu nie są górotworami wysokimi, najwyższe partie gór leżą w zachodniej części kraju. Przy granicy z Salwadorem ciągnie się pasmo Cordillera de Merendón, gdzie wznosi się najwyższy szczyt kraju – Cerro Las Minas wysoki na 2890 m n.p.m. W centralnej części kraju leżą pasma Sierra de Opalaca, Sierra de Comayagua i dwa pasma wulkaniczne: Sierra de Nombre de Dios z najwyższym szczytem Bonito – 2451 m n.p.m. i Sierra de Agalta ze szczytem Culmi – 2590 m n.p.m. We wschodniej części kraju leży pasmo Montañas de Colón. Obszary nizinne ograniczają się do regionów nadmorskich na północy i na południu kraju. Wąski pas równin u wybrzeży Pacyfiku ma zaledwie 70 km długości. Na północy niziny nadbrzeżne rozszerzają się ku wschodowi tworzą obszerną i błotnistą nizinę Mosquitia.

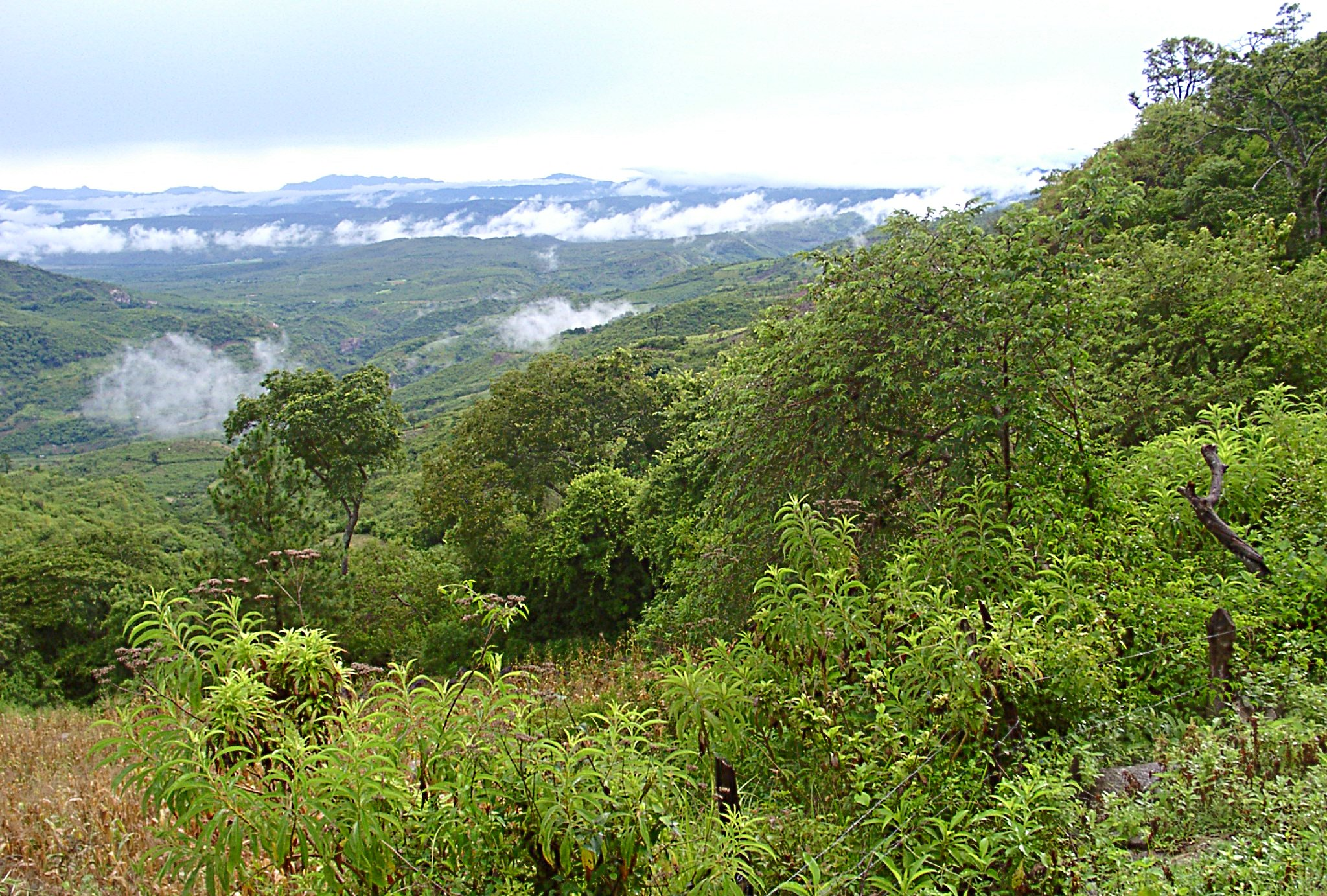
Górskie lasy

## Klimat
Honduras leży w strefie klimatu podrównikowego wilgotnego na południu i równikowego na północy. Region ten znajduje się pod wpływem wilgotnych i ciepłych mas powietrza. W górach występuje piętrowość klimatyczna. Cechą południowej części kraju jest występowanie dwóch pór roku: deszczowej i suchej.
Temperatury na terenach nisko położonych są wysokie. Do wysokości 600 m n.p.m. przez cały rok średnie wartości wynoszą od 25 °C do 28 °C, z niewielkimi amplitudami dobowymi, szczególnie niskimi na północy kraju. Na obszarach nadbrzeżnych nie występują ekstrema termiczne. Piętro umiarkowane leży od 600 m n.p.m. do 1200 m n.p.m. i tam temperatury wynoszą od 19 °C do 23 °C.  Na 2000 m n.p.m. jest chłodno, gdzie średnia temperatura wynosi 14 °C. Wysokie wartości termiczne, wręcz upalne notowane są dolinach śródgórskich, gdzie średnie wartości osiągają 32 °C.
Opady są zróżnicowane, ale w większości obszarów kraju wysokie. Najniższe opady występują w dolinach i kotlinach śródgórskich, gdzie rocznie spada od 500 do 1000 mm deszczu rocznie. Cały południowy obszar i środkowy obszar charakteryzuje się występowaniem pory suchej, która trwa od listopada do kwietnia. W kierunku północnym pora sucha skraca się, a na obszarach nadbrzeżnych Morza Karaibskiego, rozkład opadów jest typowy dla klimatu równikowego, bez wyraźnej pory suchej. Średnie wartości opadowe wynoszą tam około 3000 mm do nawet 5000 mm. Wilgotno jest także nad Oceanem Spokojnym, gdzie wpływ zimnych i co za tym idzie suchych prądów morskich ogranicza się tylko do półrocza zimowego. Opady są tam wysokie i wynoszą od 1000 do 1500 mm rocznie.

## Wody
Wysokie opady deszczu i rzeźba terenu sprawią, że Honduras ma dobrze rozwiniętą sieć rzeczną, która jest zasobna w wody. Większą część kraju należy do zlewiska Morza Karaibskiego, a południowe obszary kraju do Pacyfiku. Najdłuższe rzeki uchodzą do Morza Karaibskiego, gdzie najdłuższa rzeka kraju – Patuca ma 523 km, a druga co do długości rzeka Ulúa – 320 km. Rzeki wpadające do Pacyfiku są na ogół krótkie, mające postać górskich rzek. Poza górskimi potokami można wyróżnić rzekę Choluteca. Część rzek wypływająca z gór Hondurasu i wpadająca do Oceanu Spokojnego przepływa przez sąsiedni Salwador. Jezior jest mało, w zachodniej części kraju leży śródgórskie jezioro Yojoa. Znaczny obszar Wybrzeża Moskitów stanowią bagna.

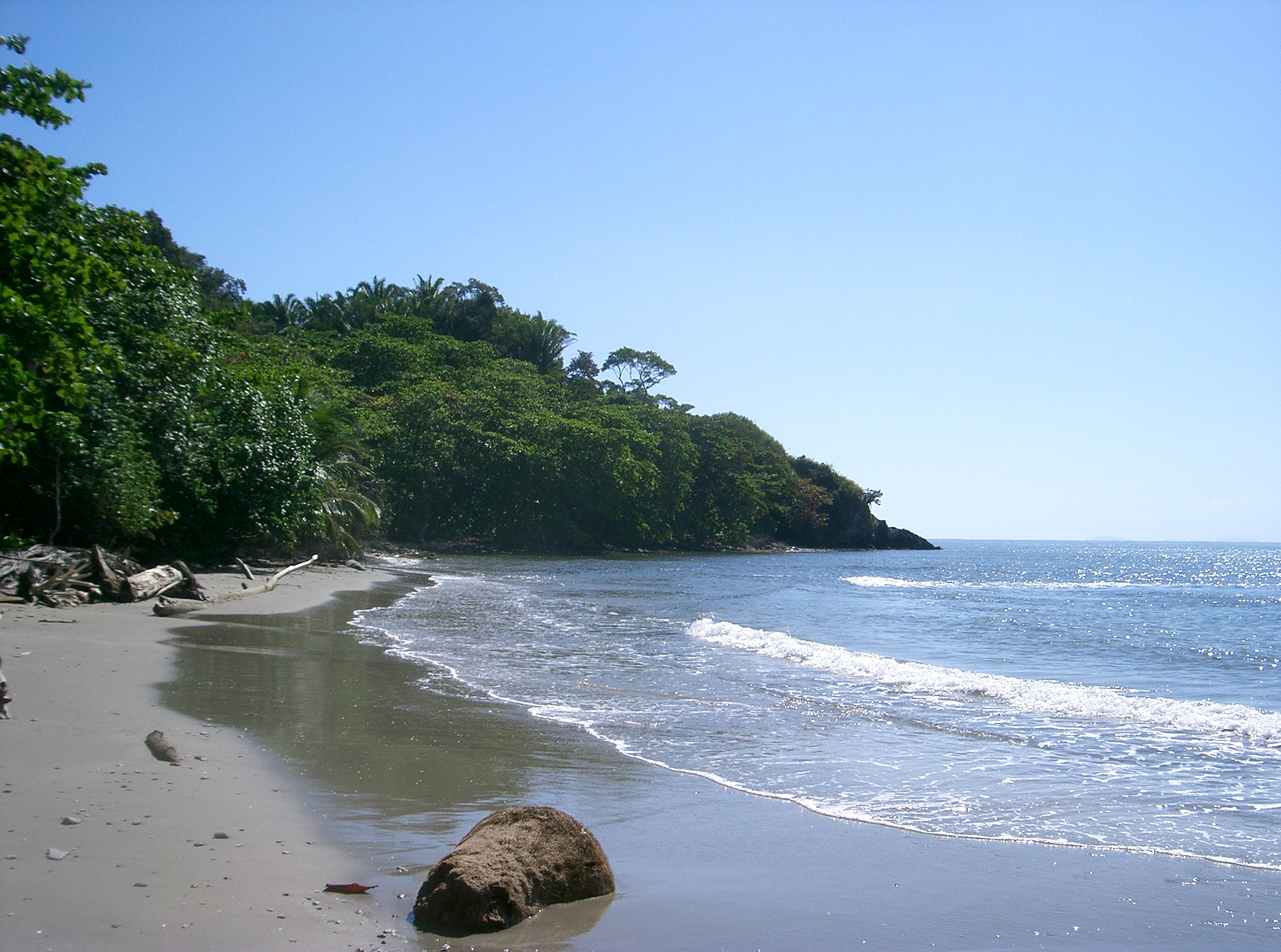
Wybrzeże Hondurasu

## Gleby
Honduras należy do środkowoamerykańskiej krainy glebowej. Północna i północno-zachodnia część kraju jest pokryta czerwonymi i żółtymi glebami laterytowymi, które są charakterystyczne dla strefy lasów równikowych. Na pozostałym obszarze dominują czerwonobrunatne gleby sawann.

## Flora
Szata roślinna jest dobrze zachowana, około 45% powierzchni kraju zajmują lasy. Obszary na północy kraju do wysokości 600–700 m n.p.m. rosną lasy tropikalne, cechujące się występowaniem około 1000 gatunków drzew, pnączy i storczyków. Na obszarach górskich rosną lasy mieszane, gdzie przeważają dęby i sosny. Doliny śródgórskie i strefa wybrzeża pacyficznego pokryta jest suchoroślami, roślinnością sawannową, w regionie tym tereny porastają cierniste krzewy. W suchych miejscach Hondurasu rosną drzewa zrzucające liście w porze suchej. Tereny nad Morzem Karaibskim porastają lasy i zarośla namorzynowe.

## Fauna
Świat zwierząt jest dobrze zachowany i bogaty gatunkowo. Honduras należy do środkowoamerykańskiej krainy neotropikalnej. Lasy równikowe są doskonałym siedliskiem wielu gatunków zwierząt. Żyją tam duże drapieżniki jak pumy i jaguary, i wiele innych. Do gadów należą liczne węże i jaszczurki. Powszechne są owady, gdzie poza dużymi jadowitymi pająkami, żyją różne gatunki mrówek, termitów i moskitów, charakterystycznych dla terenów bagiennych. Poza lasami tropikalnymi w środkowej i południowej części kraju żyją oceloty, sarny, lisy i pekari. Występuje bogactwo gatunkowe ptaków, gdzie w lasach równikowych żyją kolibry i papugi. Wokół drobnych wysepek Morza Karaibskiego tworzą się współczesne rafy koralowe.